# Neustadt in Sachsen
Neustadt in Sachsen é um município da Alemanha, situado no distrito de Sächsische Schweiz-Osterzgebirge, no estado da Saxônia. Tem 83,05 km² de área, e sua população em 2019 foi estimada em 12.097 habitantes.